# Francesco Urso
Francesco Urso (Fano, 9 giugno 1994) è un calciatore italiano, centrocampista svincolato.

## Carriera

### Club

#### Cesena
Nato a Fano (PU), nelle Marche, inizia a giocare a calcio nelle giovanili del Cesena, iniziando nel 2006 con i Giovanissimi e rimanendo fino al 2012 con la Primavera. Con i bianconeri esordisce in Serie A alla terzultima del campionato 2011-2012, il 2 maggio 2012, con i romagnoli già retrocessi in Serie B, entrando al 90' della sconfitta casalinga per 1-0 contro l'Udinese.

#### Fano
Nell'estate 2012 va a giocare in prestito nella sua città natale, al Fano, in Lega Pro Seconda Divisione. Debutta il 2 settembre, giocando tutta la partita persa per 6-0 in casa contro l'Alessandria in campionato. Il 7 ottobre segna il suo primo gol in carriera, quello del 2-1 definitivo al 76' nella sconfitta esterna contro il Forlì in Seconda Divisione. Chiude con 27 presenze e 2 gol, terminando 16º, con conseguente retrocessione in Serie D.

#### Santarcangelo
La stagione successiva va ancora in prestito, al Santarcangelo, sempre in Seconda Divisione. Esordisce il 1º settembre 2013 nel derby romagnolo contro il Forlì in campionato, giocando tutta la gara, persa per 2-1 in rimonta. Segna per la prima volta il 27 ottobre, realizzando il definitivo 2-0 al 50' sul campo della Virtus Verona in Seconda Divisione. Finisce la stagione ottenendo 27 apparizioni e 3 reti, chiudendo 5º, ottenendo la promozione nella Lega Pro unica dell'anno successivo.

#### Vicenza
Il 27 giugno 2014 passa a titolo definitivo al Vicenza, in Serie B, in un'operazione che porta anche il classe 1996 Salvatore Maiorana a fare il percorso inverso. Debutta il 10 agosto, nel 1º turno di Coppa Italia, il derby contro il Bassano Virtus, perso per 2-1, giocando tutti i 90 minuti. Ottiene soltanto un'altra presenza, in campionato, andando via a gennaio.

#### Prato
Il 4 gennaio 2015 viene ufficializzato il suo passaggio in prestito per 6 mesi al Prato, in Lega Pro. Gioca la prima gara appena due giorni dopo, il 6 gennaio, quando rimane in campo per 87 minuti nel derby toscano con la Carrarese in campionato, pareggiato per 1-1. Il 15 febbraio va in rete per la prima volta, realizzando il definitivo 3-1 all'83' nella gara casalinga contro l'Ascoli in Lega Pro. Termina l'esperienza con i Lanieri con 17 presenze e 2 reti, chiudendo al 13º posto in classifica.

#### Ritorno al Vicenza
A luglio 2015 ritorna dal prestito in Toscana e riesce a trovare più spazio con i veneti. Fa il suo secondo esordio in biancorosso il 9 agosto nel 2º turno di Coppa Italia, vinto per 5-3 ai rigori in casa contro il Cosenza, entrando al 71' e realizzando il 4-3 dal dischetto. Segna per la prima volta la stagione successiva, il 12 marzo 2017, siglando in extremis, al 94', la rete della rimonta per 2-1 nella sfida interna contro il Pisa in campionato. Il 14 luglio 2017 rescinde il contratto, dopo 52 presenze e 1 rete in due stagioni, concluse con la retrocessione in Serie C.

#### Matera e Entella
Il 13 settembre 2017 firma con il Matera, in Serie C. Colleziona 20 presenze e 1 gol e, rimasto svincolato, il 26 febbraio 2019 si accasa all’Entella.

#### Catanzaro
Nell'estate 2019 si trasferisce al Catanzaro, dove rimane per due stagioni.

#### Fano
A febbraio 2021 sino al termine della stagione si accorda con il Fano, squadra della sua città.

#### Fidelis Andria e Torres
Nell'estate 2022 si accorda con la Fidelis Andria, in Serie C, dove rimane sino al gennaio 2023, quando viene ceduto a titolo definitivo alla Torres, sempre in terza serie.

#### Cavese
Non confermato dalla formazione sassarese, per la stagione 2023-2024 si accorda con la Cavese, squadra campana di Serie D.

## Statistiche

### Presenze e reti nei club
Statistiche aggiornate al 20 maggio 2025.
| Stagione              | Squadra               | Campionato            | Campionato | Campionato | Coppe nazionali | Coppe nazionali | Coppe nazionali | Coppe continentali | Coppe continentali | Coppe continentali | Altre coppe | Altre coppe | Altre coppe | Totale | Totale | Totale |
| Stagione              | Squadra               | Comp                  | Pres       | Reti       | Comp            | Pres            | Reti            | Comp               | Pres               | Reti               | Comp        | Pres        | Reti        | Pres   | Reti   |        |
| --------------------- | --------------------- | --------------------- | ---------- | ---------- | --------------- | --------------- | --------------- | ------------------ | ------------------ | ------------------ | ----------- | ----------- | ----------- | ------ | ------ | ------ |
| 2011-2012             | Cesena                | A                     | 1          | 0          | CI              | 0               | 0               | -                  | -                  | -                  | -           | -           | -           | 1      | 0      |        |
| 2012-2013             | Fano                  | 2D                    | 27         | 2          | CI-LP           | 0               | 0               | -                  | -                  | -                  | -           | -           | -           | 27     | 2      |        |
| 2013-2014             | Santarcangelo         | 2D                    | 27         | 3          | CI-LP           | 1               | 0               | -                  | -                  | -                  | -           | -           | -           | 28     | 3      |        |
| 2014-gen. 2015        | Vicenza               | B                     | 1          | 0          | CI              | 1               | 0               | -                  | -                  | -                  | -           | -           | -           | 2      | 0      |        |
| gen.-giu. 2015        | Prato                 | LP                    | 17         | 2          | -               | -               | -               | -                  | -                  | -                  | -           | -           | -           | 17     | 2      |        |
| 2015-2016             | Vicenza               | B                     | 25         | 0          | CI              | 3               | 0               | -                  | -                  | -                  | -           | -           | -           | 28     | 0      |        |
| 2016-2017             | Vicenza               | B                     | 24         | 1          | CI              | 0               | 0               | -                  | -                  | -                  | -           | -           | -           | 24     | 1      |        |
| Totale Vicenza        | Totale Vicenza        | Totale Vicenza        | 50         | 1          | -               | 4               | 0               | -                  | -                  | -                  | -           | -           | -           | 54     | 1      |        |
| 2017-2018             | Matera                | C                     | 20         | 1          | CI-C            | 1               | 0               | -                  | -                  | -                  | -           | -           | -           | 21     | 1      |        |
| feb.-giu. 2019        | Virtus Entella        | C                     | 6          | 0          | CI-C            | 0               | 0               | -                  | -                  | -                  | -           | -           | -           | 6      | 0      |        |
| 2019-2020             | Catanzaro             | C                     | 6+2        | 0+1        | CI +CI-C        | 2+3             | 0               | -                  | -                  | -                  | -           | -           | -           | 6      | 0      |        |
| 2020-gen. 2021        | Catanzaro             | C                     | 1          | 0          | CI              | 1               | 0               | -                  | -                  | -                  | -           | -           | -           | 2      | 0      |        |
| Totale Catanzaro      | Totale Catanzaro      | Totale Catanzaro      | 7+2        | 0+1        |                 | 6               | 0               | -                  | -                  | -                  | -           | -           | -           | 15     | 1      |        |
| gen.-giu. 2021        | Fano                  | C                     | 4+2        | 0          | -               | -               | -               | -                  | -                  | -                  | -           | -           | -           | 6      | 0      |        |
| Totale Fano           | Totale Fano           | Totale Fano           | 31+2       | 2          |                 | 0               | 0               | -                  | -                  | -                  | -           | -           | -           | 33     | 2      |        |
| gen.-giu. 2022        | Fidelis Andria        | C                     | 14+2       | 2          | CI-C            | 2               | 0               | -                  | -                  | -                  | -           | -           | -           | 18     | 2      |        |
| 2022-2023             | Fidelis Andria        | C                     | 17         | 2          | CI-C            | 0               | 0               | -                  | -                  | -                  | -           | -           | -           | 17     | 2      |        |
| Totale Fidelis Andria | Totale Fidelis Andria | Totale Fidelis Andria | 31+2       | 4          |                 | 0               | 0               | -                  | -                  | -                  | -           | -           | -           | 33     | 4      |        |
| gen.-giu. 2023        | Torres                | C                     | 12         | 0          | CI-C            | 0               | 0               | -                  | -                  | -                  | -           | -           | -           | 12     | 0      |        |
| 2023-2024             | Cavese                | D                     | 30+3       | 5+2        | CI-D            | 1               | 0               | -                  | -                  | -                  | -           | -           | -           | 34     | 7      |        |
| 2024-2025             | Reggina               | D                     | 27+2       | 2          |                 | 1               | 0               |                    | -                  | -                  | -           | -           | -           | 30     | 2      |        |
| Totale carriera       | Totale carriera       | Totale carriera       | 270        | 23         |                 | 15              | 0               |                    | -                  | -                  |             | -           | -           | 285    | 23     |        |

## Palmarès

### Club

#### Competizioni nazionali
- Serie C: 1

Virtus Entella: 2018-2019 (Girone A)